# USS John C. Stennis (CVN–74)
Az USS John C. Stennis a hetedik Nimitz osztályú nukleáris repülőgép-hordozó. Nevét Mississippi állam szenátoráról, John C. Stennisről kapta, aki 1947-től 1989-ig (42 éven át) töltötte be tisztét. Hazai kikötője Bremerton, Washington államban. 